# Контейнер сервлетов
Контейнер сервлетов (англ. web container) — программа, представляющая собой сервер, который занимается системной поддержкой сервлетов и обеспечивает их жизненный цикл в соответствии с правилами, определёнными в спецификациях. Может работать как полноценный самостоятельный веб-сервер, быть поставщиком страниц для другого веб-сервера, например Apache, или интегрироваться в Java EE сервер приложений. Обеспечивает обмен данными между сервлетом и клиентами, берёт на себя выполнение таких функций, как создание программной среды для функционирующего сервлета, идентификацию и авторизацию клиентов, организацию сессии для каждого из них.

## Известные реализации
- Apache Tomcat
- Jetty
- JBoss
- GlassFish
- IBM WebSphere
- Oracle Weblogic
- Caucho Resin